# 彎口副長頷魚
彎口副長頷魚，為輻鰭魚綱骨舌魚目象鼻魚科的其中一種，分布於非洲Ivindo及Nyong河流域，體呈深褐色，唇部灰白色，頭部略凹，鼻子部位呈V字型，背鰭軟條20-22枚，臀鰭24-27枚，體長可達14.4公分。